# Айдаров Олексій Петрович
Олексій Петрович Айдаров (нар. 15 листопада 1974 , м. Артьомовський, Свердловська область, РРФСР, СРСР) — український та білоруський біатлоніст, бронзовий призер Олімпійських ігор 1998 року в індивідуальній гонці, чемпіон світу з біатлону та триразовий призер чемпіонатів світу, чемпіон світу з літнього біатлону, переможець етапів Кубка світу з біатлону. Розпочав займатися біатлоном в рідному місті Артьомовський у 1984 році. Основні свої нагороди виборов виступаючи у складі збірної Білорусі, заслужений майстер спорту Республіки Білорусь (1998 р.), в останні роки своєї спортивної кар'єри виступав за Україну (2006—2008 рр.), а у 2008 році завершив виступи у великому спорті та повернувся жити в Білорусь.

## Виступи на Олімпійських іграх
| Рік  | Місце проведення | Інд | Спр | Пр | МС | Ест |
| 1998 | Нагано           | 3   | 37  | —  | —  | 4   |
| 2002 | Солт-Лейк-Сіті   | 17  | 37  | 48 | —  | 8   |

## Виступи на чемпіонатах світу
| Рік  | Місце проведення | Інд | Спр | Пр | МС | Ест | ЗЕ |
| 1995 | Антхольц         | —   | 18  | —  | —  | —   | —  |
| 1996 | Рупольдінг       | 42  | 24  | —  | —  | 3   | —  |
| 1997 | Брезно-Осрбліє   | 34  | 21  | 35 | —  | 4   | —  |
| 1998 | Поклюка          | —   | —   | 17 | —  | —   | —  |
| 1999 | Контіолахті      | —   | 8   | 7  | —  | 1   | —  |
| 1999 | Осло             | 35  | —   | —  | 25 | —   | —  |
| 2000 | Осло             | 5   | 6   | 10 | 25 | —   | —  |
| 2000 | Лахті            | —   | —   | —  | —  | 4   | —  |
| 2001 | Поклюка          | 33  | 28  | 30 | 26 | 2   | —  |
| 2003 | Ханти-Мансійськ  | 47  | 53  | 37 | —  | 3   | —  |
| 2004 | Обергоф          | 10  | —   | —  | 18 | 4   | —  |
| 2007 | Антхольц         | 44  | 29  | 31 | —  | 8   | —  |
| 2008 | Естерсунд        | —   | 52  | 53 | —  | 10  | 13 |

## Кар'єра в Кубку світу
- Дебют в кубку світу — 8 грудня 1994 року  в індивідуальній гонці в Бад-Гаштайні — 12 місце.
- Перше попадання в залікову зону — 8 грудня 1994 року  в індивідуальній гонці в Бад-Гаштайні — 12 місце.
- Перший подіум — 8 грудня 1996 року в естафеті в Естерсунді — 3 місце.
- Перша перемога — 7 грудня 1997 року в гонці переслідування в Ліллегаммері — 1 місце.

## Загальний залік в Кубку світу
- 1995-1996 — 48-е місце (279 очок)
- 1996-1997 — 37-е місце (48 очок)
- 1997-1998 — 12-е місце (158 очок)
- 1998-1999 — 13-е місце (237 очок)
- 1999-2000 — 23-е місце (136 очок)
- 2000-2001 — 41-е місце (81 очко)
- 2001-2002 — 44-е місце (71 очко)
- 2002-2003 — 47-е місце (67 очок)
- 2003-2004 — 35-е місце (144 очки)
- 2004-2005 — 70-е місце (20 очок)
- 2005-2006 — 31-е місце (169 очок)
- 2007-2008 — 39-е місце (96 очок)

## Статистика стрільби
| № п/п | Сезон     | Загальна         | Індивідуальна гонка | Спринт          | Гонка переслідування | Мас-старт      | Естафета       |
| ----- | --------- | ---------------- | ------------------- | --------------- | -------------------- | -------------- | -------------- |
| 1     | 1998-1999 | 83,6 % (317/379) | 83,3 % (50/60)      | 80,0 % (72/90)  | 86,4 % (121/140)     | 85,0 % (34/40) | 81,6 % (40/49) |
| 2     | 1999-2000 | 80,7 % (317/393) | 80,0 % (64/80)      | 81,4 % (57/70)  | 80,0 % (96/120)      | 83,3 % (50/60) | 79,4 % (50/63) |
| 3     | 2000-2001 | 78,7 % (300/381) | 72,5 % (58/80)      | 78,0 % (78/100) | 81,7 % (98/120)      | 80,0 % (16/20) | 82,0 % (50/61) |
| 4     | 2001-2002 | 77,1 % (263/341) | 82,5 % (66/80)      | 73,8 % (59/80)  | 73,3 % (88/120)      | 0,0 % (0/0)    | 82,0 % (50/61) |
| 5     | 2002-2003 | 80,9 % (266/329) | 78,3 % (47/60)      | 78,9 % (71/90)  | 86,3 % (69/80)       | 0,0 % (0/0)    | 79,8 % (79/99) |
| 6     | 2003-2004 | 84,6 % (281/332) | 88,3 % (53/60)      | 88,8 % (71/80)  | 82,1 % (115/140)     | 80,0 % (32/40) | 83,3 % (10/12) |
| 7     | 2004-2005 | 77,9 % (159/204) | 85,0 % (51/60)      | 75,7 % (53/70)  | 80,0 % (48/60)       | 0,0 % (0/0)    | 50,0 % (7/14)  |
| 8     | 2005-2006 | 86,6 % (213/246) | 92,5 % (37/40)      | 86,7 % (52/60)  | 86,3 % (69/80)       | 75,0 % (15/20) | 87,6 % (40/46) |
| 9     | 2006-2007 | 80,8 % (177/219) | 81,7 % (49/60)      | 82,9 % (58/70)  | 77,5 % (31/40)       | 0,0 % (0/0)    | 79,6 % (39/49) |
| 10    | 2007-2008 | 78,5 % (266/339) | 77,5 % (31/40)      | 81,1 % (73/90)  | 82,0 % (82/100)      | 87,5 % (35/40) | 65,2 % (45/69) |